# 北海道道601号野花南停車場線
北海道道601号野花南停車場線（ほっかいどうどう601ごう のかなんていしゃじょうせん）は、北海道芦別市内を結ぶ一般道道（北海道道）である。

## 概要

### 路線データ
- 起点：北海道芦別市野花南町（JR北海道 根室本線 野花南駅）
- 終点：北海道芦別市野花南町（国道38号交点）
- 路線延長：0.3km（総延長）

## 歴史
- 1968年（昭和43年）3月30日 路線認定[1]。

## 地理

### 通過する自治体
- 空知総合振興局
  - 芦別市

### 交差する道路
芦別市
- 国道38号 - 野花南町（終点）

### 沿線にある施設など
芦別市
- JR北海道 根室本線 野花南駅 - 野花南町